# Sant Just Desvern
Sant Just Desvern település Spanyolországban, Barcelona tartományban. Lakosainak száma 20 881 fő (2024).

## Földrajza
Sant Just Desvern Barcelona, Esplugues de Llobregat, Sant Joan Despí és Sant Feliu de Llobregat községekkel határos.

## Testvértelepülések
- Camoapa

## Népesség
A település lakosságának változását az alábbi diagram mutatja:
| Lakosok száma | 236  | 1144 | 2870 | 6401 | 11 313 | 14 910 | 15 811 | 16 389 | 17 805 | 20 881 |
|               | 1717 | 1887 | 1936 | 1960 | 1986   | 2004   | 2009   | 2014   | 2019   | 2024   |